# Brainstorm (Jazz-Rock-Band)
Brainstorm war eine aus der Region Baden-Baden stammende Jazzrock-Band.
1968 gründete Roland Schaeffer zusammen mit Eddy von Overheidt, Rainer Bodensohn, Joachim Koinzer, Helmut Rusch und Jürgen Argast die Rockformation Fashion Pink. Nach dem Ausscheiden von Rusch und Argast benannte man sich 1972 in Brainstorm um.
Das Repertoire der Formation reichte von Progressive Rock bis zum experimentellen Jazzrock. Brainstorm hatte zahlreiche Live-, Rundfunk- und Fernsehauftritte und war weit über die Grenzen Baden-Badens bekannt. Ihren humoristischen Jazzrock könnte man als eine Mischung aus Frank Zappa und Canterbury Sound bezeichnen.
Die Band existierte von 1972 bis 1975 und gab 2 LPs (Smile a while, 1972 und Second smile, 1973) heraus. Postum erschien mit Bremen 1973 der Mitschnitt eines Konzertes am 23. Juni 1973 in der TH Bremen, außerdem noch der eines Auftritts von 1974 unter dem Titel Last smile.

## Diskografie
- Smile A While (1972)
- You're The One/Das Schwein Trügt (1973)
- Second Smile (1973)
- Last Smile (1974)
- Bremen 1973 (2002)